# Johann Baptist Jordan
Johann Baptist Jordan, in religione padre Francesco Maria della Croce (Gurtweil, 16 giugno 1848 – Tafers, 8 settembre 1918), è stato un presbitero tedesco, fondatore della Società del Divin Salvatore e, insieme con Therese von Wüllenweber, delle Suore del Divin Salvatore; la sua beatificazione, approvata da papa Francesco, è stata celebrata nel 2021.

## Biografia

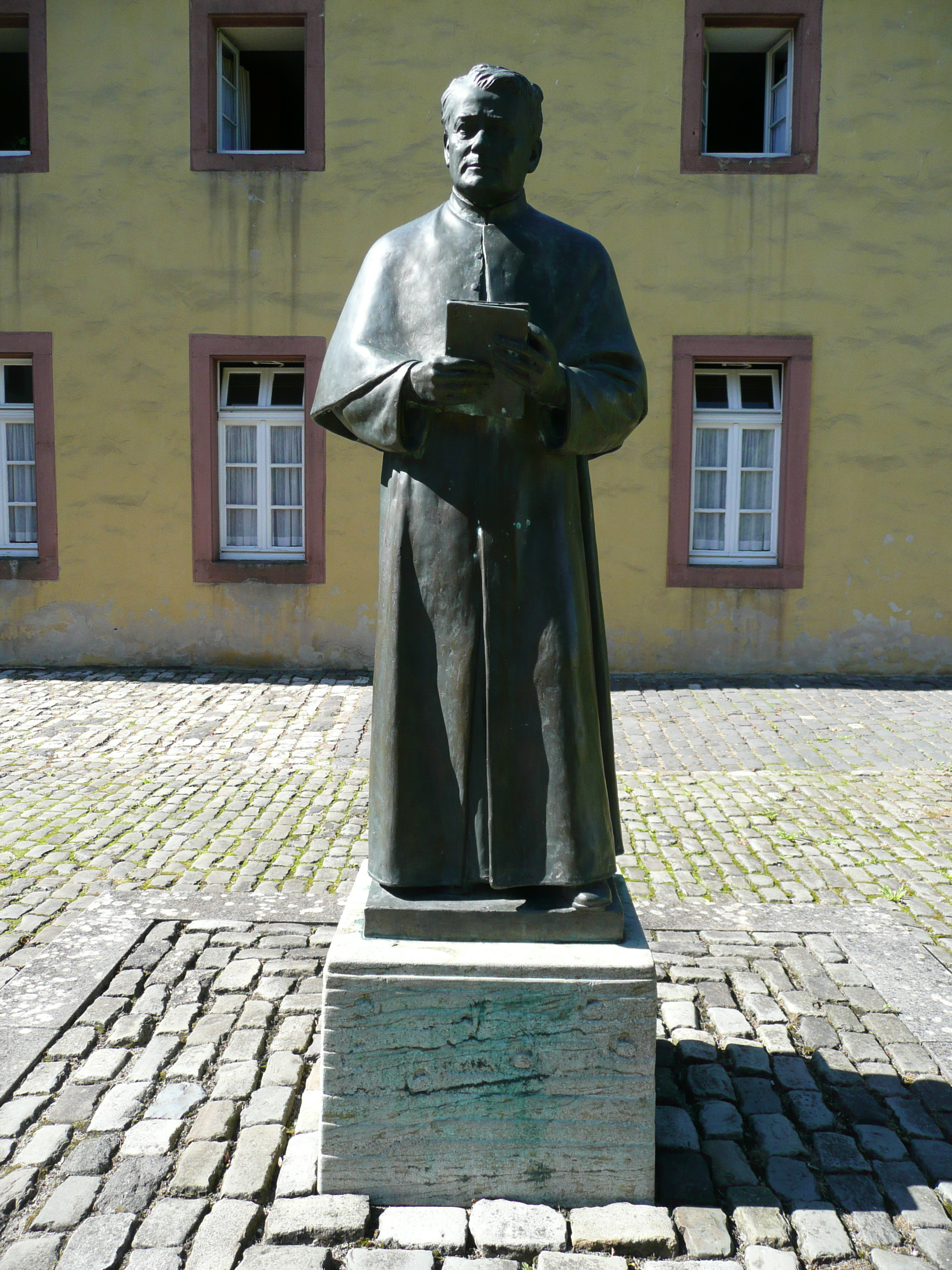
Johann Baptist Jordan

Dopo essere stato ordinato sacerdote il 21 luglio 1878, si recò dapprima a Roma e successivamente nel centro di studio dei Maroniti ad Ain Warqa in Libano per studiare le lingue orientali.
Dopo aver compiuto un pellegrinaggio in Terra santa, tornò a Roma, dove fondò l'8 dicembre 1881 la Società del Divin Salvatore (Salvatoriani) e nel 1888 a Tivoli, con la baronessa Therese von Wüllenweber, il ramo femminile della congregazione.
Il 13 dicembre 1893, la Congregazione di Propaganda Fide affidò ai salvatoriani la Prefettura apostolica della missione di Assam in India. Nel primo Capitolo Generale della Società del Divin Salvatore, nel 1902, padre Francesco Maria della Croce fu eletto Superiore generale a vita. Nel 1915 si trasferì a Friburgo, in Svizzera, dove si spense l'8 settembre 1918 a Tafers.

## Culto
Nel 1956 i suoi resti mortali furono traslati a Roma, nella cappella della Casa Generalizia.
Il 14 gennaio 2011 è stato promulgato il decreto sull’eroicità delle sue virtù. Il 19 giugno 2020, invece, papa Francesco ha autorizzato il decreto relativo a un miracolo ottenuto per sua intercessione.
È stato proclamato beato il 15 maggio 2021 presso la basilica di San Giovanni in Laterano dal vicario generale di Sua Santità per la diocesi di Roma Angelo De Donatis in rappresentanza del pontefice.
La memoria liturgica è stata fissata al 21 luglio, giorno anniversario della sua ordinazione sacerdotale.